# 佩赖海国家公园
佩赖海国家公园（芬蘭語：Perämeren kansallispuisto），是芬蘭的一個國家公園，位於拉普蘭區波羅的海沿岸地區。國家公園成立於1991年，面積157平方公里，其中2.5平方公里是陸地面積。佩赖海国家公园只能通過坐船抵達。